# Chamelaucium
Genre
Classification phylogénétique
Chamelaucium est un genre de plantes à fleurs de la famille des Myrtaceae. Ce sont arbustes endémiques du sud-ouest australien. Ils possèdent des fleurs similaires aux arbres à thé du genre Leptospermum.
L'espèce la plus connue est sans doute Chamelaucium uncinatum principalement cultivée pour ses larges fleurs et commercialisée sur le nom de Wax.